# Oca de Magallanes
L'oca de Magallanes (Chloephaga picta) és una espècie d'ocell de la família dels anàtids (Anatidae) que habita planures semiàrides de muntanya des del sud de Xile i el centre de l'Argentina, cap al sud, fins al Cap d'Hornos i la Terra del Foc, i també a les Malvines.